# میامی هرالد

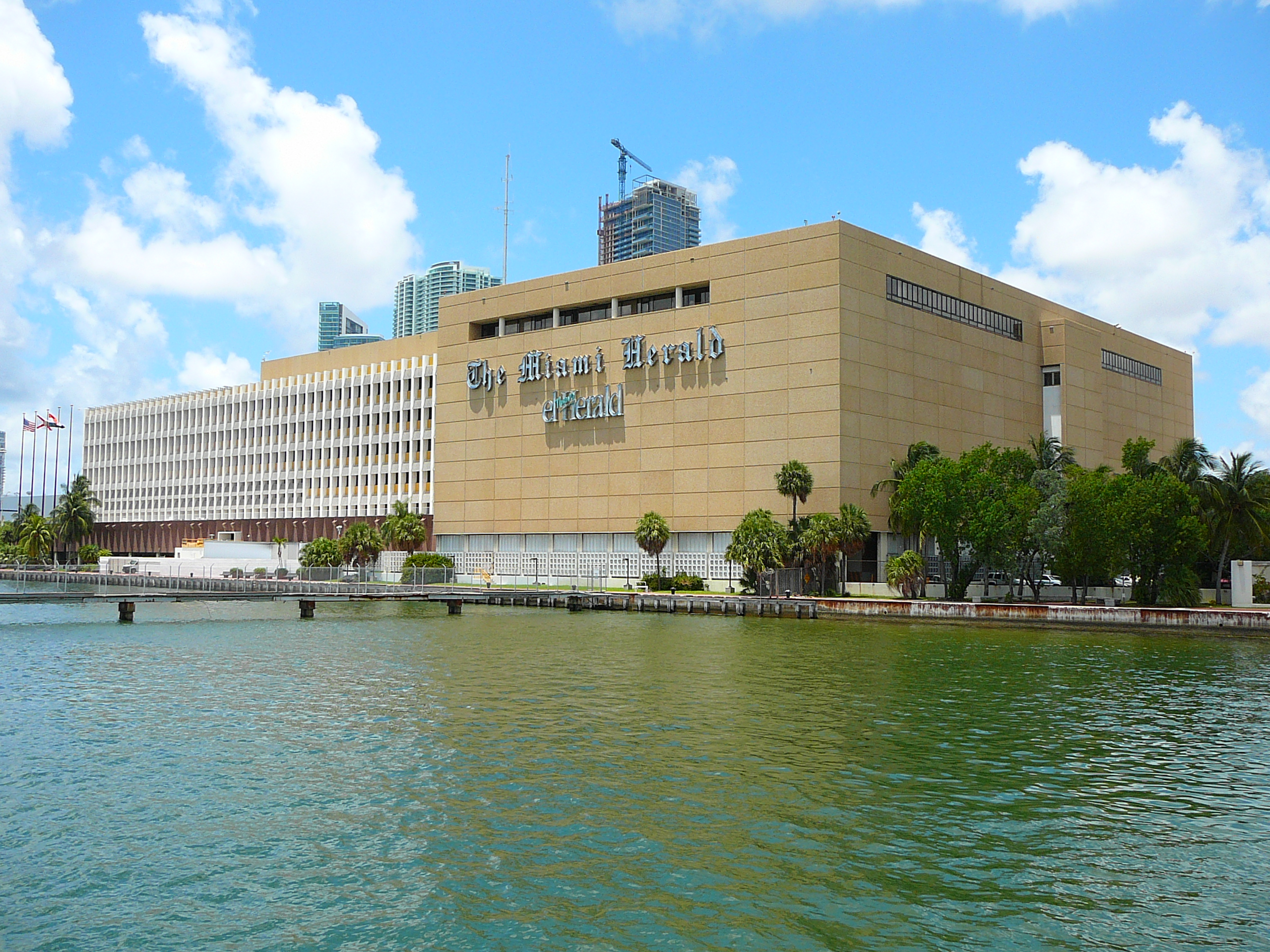
دفتر مرکزی

میامی هرالد (به انگلیسی: Miami Herald) تأسیس ۱۹۰۳، از روزنامه‌های پرتیراژ چاپ شهر میامی است.